# Lepidopora eburnea
Lepidopora eburnea is een hydroïdpoliep uit de familie Stylasteridae. De poliep komt uit het geslacht Lepidopora. Lepidopora eburnea werd in 1903 voor het eerst wetenschappelijk beschreven door Calvet. 